# 山口県道101号嵩山久賀港線
山口県道101号嵩山久賀港線（やまぐちけんどう101ごう だけさんくかこうせん）は、山口県大島郡周防大島町を通る一般県道である。

## 概要
嵩山（標高619 m）から久賀港に至る。

### 路線データ
- 起点：大島郡周防大島町大字久賀（嵩山山頂）
- 終点：大島郡周防大島町大字久賀（国道437号交点）

## 歴史
- 1969年（昭和44年）4月1日 - 山口県告示第279号により認定される。
- 1972年（昭和47年）頃 - 現行の県道番号に変更される。
- 2004年（平成16年）10月1日 - 大島郡の全4町（大島町・久賀町・橘町・東和町）が対等合併して大島郡周防大島町が成立したことに伴い、それまで久賀町・橘町にまたがって通っていた本路線の全区間が大島郡周防大島町域を通る路線になる。

## 地理

### 通過する自治体
- 大島郡周防大島町

### 交差する道路
| 交差する道路 | 交差する場所 | 交差する場所 |
| ------------ | ------------ | ------------ |
| 国道437号    | 大字久賀     | 終点         |

### 沿線
- 嵩山
- 山口県立周防大島高等学校久賀校舎（旧：山口県立久賀高等学校）
- 柳井警察署 周防大島幹部交番